# Jörn Borowski
Jörn Borowski (ur. 15 stycznia 1959 w Rostocku) – niemiecki żeglarz jachtowy, reprezentant Niemieckiej Republiki Demokratycznej, zawodnik klubu SC Empor Rostock. Jego ojcem był Paul Borowski.

## Życiorys
Był mistrzem świata w klasie 470 w 1982 (wraz z Eckbertem Swenssonem) oraz mistrzem Europy w tej samej klasie w 1980 i 1983 (z tym samym partnerem). Ta sama para zdobyła wicemistrzostwo Europy w 1981, a Borowski z Mathiasem Gallem zajął trzecie miejsce w Mistrzostwach Świata w 1985. Jego osiągnięcia krajowe (NRD) w klasie 470 przedstawiały się następująco:
- mistrzostwo: 1976, 1977, 1979, 1980, 1982, 1987,
- wicemistrzostwo: 1984,
- 3. miejsce: 1981, 1986[3].